# Vicente Cuadra Chamberlain
Vicente Cuadra Chamberlain (1919-2000) fue uno de los pioneros de industria de la publicidad de Nicaragua
Fue el hijo mayor del economista Vicente Cuadra Gómez y un nieto de   Vicente Cuadra y Ruy Lugo, ex Presidente de Nicaragua. Después de su graduación del Colegio Centro América en 1939, Vicente llegó a San Francisco, California, para estudiar administración de empresas. Trabajó como gerente de oficina durante los años 1940 y principios de 1950.
En 1956, regresó a Managua, Nicaragua, para trabajar como gerente general de la agencia de publicidad, Publicidad Cuadra Chamberlain. Su hermano Raúl había fundado la agencia en 1950. Durante los siguientes cuarenta años, bajo el liderazgo innovador y creativo de Vicente, la agencia prosperó hasta convertirse en el líder indiscutible [cita requerida] en la industria de las comunicaciones de publicidad / en el país y uno de los mejores de América Latina.